# Open Quimper Bretagne Occidentale 2022
L'Open Quimper Bretagne Occidentale 2022 è stato un torneo maschile di tennis giocato sul cemento indoor. È stata la 13ª edizione del torneo e faceva parte della categoria Challenger 80 nell'ambito dell'ATP Challenger Tour 2021, con un montepremi di 45 730 €. Si è giocato al Parc des Expositions di Quimper, in Francia, dal 24 al 30 gennaio 2022.

## Partecipanti

### Teste di serie
| Nazionalità | Giocatore             | Ranking* | Testa di serie |
| ----------- | --------------------- | -------- | -------------- |
| Svizzera    | Henri Laaksonen       | 91       | 1              |
| Francia     | Pierre-Hugues Herbert | 112      | 2              |
| Austria     | Dennis Novak          | 118      | 3              |
| Francia     | Gilles Simon          | 123      | 4              |
| Canada      | Vasek Pospisil        | 138      | 5              |
| Portogallo  | João Sousa            | 140      | 6              |
| Rep. Ceca   | Jiří Lehečka          | 142      | 7              |
| Russia      | Roman Safiullin       | 149      | 8              |

* Ranking al 17 gennaio 2022.

### Altri partecipanti
I seguenti giocatori hanno ricevuto una wild card per il tabellone principale:
- Gilles Simon
- Jo-Wilfried Tsonga
- Luca Van Assche

I seguenti giocatori sono passati dalle qualificazioni:
- Evan Furness
- Andrej Kuznecov
- Shintaro Mochizuki
- Hiroki Moriya
- Alexandre Müller
- Tim van Rijthoven

Il seguente giocatore è entrato in tabellone come lucky loser:
- Andrea Arnaboldi

## Campioni

### Singolare
Vasek Pospisil ha sconfitto in finale  Grégoire Barrère con il punteggio di 6–4, 3–6, 6–1.

### Doppio
Albano Olivetti /  David Vega Hernández hanno sconfitto  Sander Arends /  David Pel con il punteggio di 3–6, 6–4, [10–8].